# Geschichte des Skatspiels
Die Geschichte des Skatspiels begann zu Anfang des 19. Jahrhunderts in Thüringen. Das Spiel verbreitete sich seitdem schnell im deutschen Sprachraum und gehört heute zu den populärsten Kartenspielen in Deutschland.

## Geschichte

### Die Anfänge
Die Frühgeschichte des Skatspieles ist nicht vollständig erforscht. Viele Anekdoten über die Anfänge können nicht belegt werden und sind eher als Legenden zu werten.
Als Grundlage diente das Dreiwendsch, das eine Variante des Wendischen Schafkopf ist.
Vom L’Hombre und dessen vereinfachter Version Deutsches Solo wurde das Reizen übernommen, vom Tarock das Konzept der zwei weggelegten Karten. Doppelkopf gehört nicht zu den Vorläufern, sondern ist wie Skat eine Weiterentwicklung des deutschen Schafkopf.

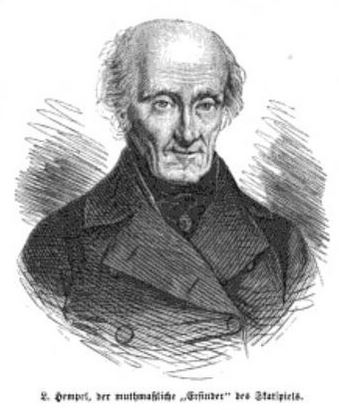
Johann Friedrich Ludwig Hempel

Als die ersten Skatspieler und „Erfinder“ des Spieles gelten die Altenburger Honoratioren Gymnasialprofessor Johann Friedrich Ludwig Hempel (1773–1849), Medizinalrat Hans Carl Leopold Schuderoff, Hofadvokat und Notar Friedrich Ferdinand Hempel (1778–1836), Ratsherr Carl Christian Adam Neefe (1774–1821) und Kanzler Hans Carl Leopold von der Gabelentz (1778–1831). Ein weiterer Teilnehmer der Spielrunden war der bekannte Verleger Friedrich Arnold Brockhaus.
Die Spielabrechnungen des Herrn von der Gabelentz sind erhalten und befinden sich im Thüringischen Staatsarchiv Altenburg. In der Kladde führte er von 1798 bis 1829 detailliert seine Spielschulden und Gewinne auf, so dass bis heute seine Spielergebnisse nachvollziehbar sind. Am 4. September 1813 tauchte zum ersten Mal der Begriff Scat in dieser Abrechnung auf. Eine weitere belegbare schriftliche Erwähnung für das neue Spiel findet sich in einem Beitrag über Osterländische Spiele in der in Altenburg am 25. Juli 1818 erschienenen Ausgabe Nr. 30 der Wochenschrift „Osterländische Blätter“ unter der Überschrift „Das Skadspiel“.
In den folgenden Jahren fand das Spiel insbesondere unter den Studenten der thüringischen und sächsischen Universitäten immer mehr Verbreitung und war bald in großen Teilen des deutschen Sprachraums populär.
Obwohl Johann Friedrich Ludwig Hempel 1848, kurz vor seinem Tod, das erste Regelbüchlein über das Skatspiel, Das Scatspiel: Nebst zwei Liedern, veröffentlichte, bildeten sich immer mehr Abarten und regionale Besonderheiten des Spieles heraus. 1864 gründete sich in Bremen die „Skatia von 1864 zu Bremen“, die der älteste Skatclub Bremens und der älteste bekannte Skatverein Deutschlands ist.
Wegen der schlechten wirtschaftlichen Verhältnisse und der politischen Unfreiheit in vielen deutschen Staaten war Deutschland im 19. Jahrhundert ein klassisches Auswanderungsland. Viele Emigranten nahmen das Spiel in ihre neue Heimat mit.

### Die ersten Skatkongresse und die Gründung des Deutschen Skatverbandes
Die ersten 70 Jahre waren eine Erfolgsgeschichte. Das Spiel verbreitete sich und gewann immer mehr Anhänger aus allen gesellschaftlichen Schichten, litt aber unter einem Wirrwarr an regionalen Sonderregeln. Es bestand die Gefahr, dass Skat in viele neue Spiele zerfallen würde.
In den 1870er-Jahren begannen entscheidende neue Bewegungen, die dazu führten, dass die Regeln vereinheitlicht und später auch vereinfacht wurden. Die Gründung des Kaiserreiches beschleunigte diesen Prozess in vielerlei Hinsicht. In der boomenden Gründerzeit konnte sich das Spiel ohne die Schranken der bisherigen Grenzen deutschlandweit verbreiten, wodurch allerdings auch der Wildwuchs gefördert wurde. In den rasant wachsenden Städten und den riesigen Fabriken trafen viele Menschen aus den verschiedensten Teilen des Reiches zusammen und traten in sozialen Kontakt.
Außerdem konnten im Einheitsstaat überregionale Spielerverbände gebildet werden, was letztlich in der Gründung des Deutschen Skatverbandes mündete.
Im Jahre 1884 veröffentlichte Freiherr von Hirschfeld ein Illustriertes Scatbuch. Ein Jahr später folgte das Regelwerk Illustriertes Lehrbuch des Scatspiels vom Amtsgerichtsrat Karl Buhle. Anlässlich einer Industriemesse in Altenburg wurde 1886 ein großes Skatturnier ausgetragen. Die Veranstaltung führte zum ersten Skatkongress. Ungefähr tausend Teilnehmer beschlossen die Allgemeine Deutsche Skatordnung, die auf dem oben erwähnten Buch von Karl Buhle basierte. Zu diesem Zeitpunkt gab es zwei grundsätzlich verschiedene Spielmethoden. Die eine Variante wurde als Altenburger Farbenreizen und die andere als Leipziger Zahlenreizen bezeichnet. Die Teilnehmer des ersten Skatkongresses konnten sich nicht auf einen tragbaren Kompromiss zwischen den beiden Spielarten einigen, weshalb es zu keiner Gründung eines Verbandes kam. Der zweite Skatkongress scheiterte ebenfalls an diesem Problem.
Am 12. März 1899 wurde in Halle (Saale) auf dem Dritten Skatkongress der Deutsche Skatverband gegründet. Die Teilnehmer konnten sich immer noch nicht auf eine endgültige Spielvariante einigen. Das Farbenreizen wurde zwar zur offiziellen Spielart erklärt, das Zahlenreizen aber weiterhin erlaubt. Der Kongress wählte Altenburg als Hauptsitz des Verbandes. – Wie aus einer Anzeige zu einem großen Skatturnier im November 1902 hervorgeht, legten die Organisatoren vor jedem Spiel die Regeln, das Reizen und die Zählweise wegen fehlender Einheitlichkeit gesondert fest. (Hier: Farben und Zahlen)
Ein Jahr zuvor hatte sich die Nordamerikanische Skatliga als vergleichbarer Verband in den USA gegründet. In den USA wurde Skat schon seit mindestens 1876 gespielt.
Bis zum Ausbruch des Ersten Weltkrieges folgten sieben weitere Skatkongresse, auf denen weitere Regeln, wie Nullspiele, definiert wurden. Zwei Streitpunkte konnten aber nicht gelöst werden: Das Problem der Reizmethode blieb weiter akut, woran auch ein 1907 ausgeschriebener Preis nichts ändern konnte. Das zweite Problem war, dass sich die Aktiven nicht auf ein einheitliches Skatblatt einigten.

### Einführung des modernen Einheitsskates
Im Ersten Weltkrieg verbreitete sich das Zahlenreizen unter den deutschen Soldaten. Dabei entwickelten sich immer mehr Varianten. In den Schützengräben trafen Männer unterschiedlichster regionaler und sozialer Herkunft aufeinander. Wenn sie miteinander spielen wollten, mussten sie Kompromisse zwischen ihren heimischen Regeln finden, was wieder zu neuen Abarten führte. Angesichts der Situation, dass man schon die Abrechnung der nächsten Runde vielleicht nicht mehr würde erleben können, nahm das Spiel dabei zunehmend Züge eines Glücksspiels mit immer höheren Einsätzen an.
Die konservativen Skatspieler, die am Farbenreizen festhielten, bezeichneten den wertreizenden Skat der einfachen Soldaten abwertend als Schützengrabenskat.
Trotzdem ist die Kodifizierung der Grundregeln des Zahlenreizens einem erklärten Anhänger des klassischen Altenburger Farbenreizens zu verdanken. Der Verfasser zahlreicher Skatbücher und Bücherwart des Deutschen Skatverbandes Artur Schubert veröffentlichte 1924 feste Regeln für den Gucki-Skat nach Wertreizen. Schubert lehnte noch 1922 das Zahlenreizen ab, weil schon beim Reizen die Kartenverteilung und die Lage der Buben zu erahnen ist. Er beschrieb die Regeln der ungeliebten Spielvariante, um einer weiteren Diversifikation zuvorzukommen.
1927 und 1928 wurden nach 18-jähriger Pause in Altenburg zwei Skatkongresse abgehalten. Die beschlossenen Regeländerungen sind, abgesehen von Details, die Grundlage des heutigen Spieles.
Auf dem 11. Skatkongress wurde das Zahlenreizen zur offiziellen und einzigen Spielmethode bestimmt, womit der 40-jährige Streit endgültig entschieden war. Ein weiterer wichtiger Beschluss war die Einsetzung eines Ausschusses für Streitfragen, aus dem anschließend das Deutsche Skatgericht entstand. Auf dem 12. Skatkongress im Folgejahr wurde die Neue Deutsche Skatordnung verabschiedet. Nach dem 12. Skatkongress wurden die grundsätzlichen Spielregeln nur noch in Detailfragen wie speziellen Grundwerten und der Abrechnung verändert.

### Weiterer Verlauf bis heute
Auf den zwei folgenden Kongressen wurden die bis heute gültigen Spielwerte der Null- und normalen Grandspiele festgelegt. Außerdem wurde beschlossen, dass Handspiele nicht doppelt bestraft werden und dass der Grundwert des Grand-Ouvert 36 beträgt. Eine weitere Neuerung war die 1936 auf Vorschlag von Otto Seeger eingeführte Regelung, dass jedes gewonnene Spiel mit einem Bonus von 50 Punkten belohnt wird.
Auf dem ersten Skatkongress nach dem Zweiten Weltkrieg wurde der in Altenburg ansässige Präsident Erich Fuchs in seinem Amt bestätigt. Als er 1953 die DDR verließ, wurde Bielefeld zum zentralen Sitz des Deutschen Skatverbandes. Die folgenden Kongresse brachten weitere Regelverfeinerungen wie z. B. das Erweiterte Abrechnungssystem nach Seeger und Fabian.
Da es auch in der DDR den Wunsch nach einer zentralen Instanz zur Regelung von Streitfragen gab, wurde 1963 in Altenburg das Skataktiv als Ersatz des Skatgerichtes gebildet. Die Altenburger übernahmen anschließend die westlichen Regeländerungen, so dass es trotz der deutschen Teilung eine gemeinsame Regelgrundlage in Ost und West gab.
Zu Beginn der 1970er-Jahre wurde die International Skat Players Association (ISPA) gegründet, die einige Regeln anders auslegte als der Deutsche Skatverband. Die beiden konkurrierenden Verbände konnten sich nicht auf einen Konsens einigen. Der Konflikt eskalierte, als der Deutsche Skatverband 1978 seinen Mitgliedern eine Doppelmitgliedschaft in beiden Verbänden verbot. Seitdem zeichnet die ISPA schwerpunktmäßig verantwortlich für die Ausrichtung der im jährlichen Wechsel stattfindenden Welt- und Europameisterschaft, richtet aber mit seiner Untergliederung ISPA-Deutschland ebenso wie der DSkV eine eigene Deutsche Einzel- und Mannschaftsmeisterschaft aus und organisiert unter anderen einen Ligabetrieb.
1980 brachte die Firma Novag Industries Ltd. mit dem Skat Champion den ersten elektronischen Skatcomputer der Welt auf den deutschen Markt. Das Gerät war streng nach den Regeln des Deutschen Skatverbandes programmiert. Die Skatcomputer konnten sich aber nicht dauerhaft durchsetzen.
Nach der deutschen Wiedervereinigung 1990 schlossen sich die Verbände der DDR wieder dem Deutschen Skatverband an. Der Skatverband versuchte mit einem neuen Blatt den alten Streit durch einen Kompromiss zu lösen.
Auch der Konflikt zwischen dem Deutschen Skatverband und der ISPA konnte 1998 gütlich gelöst werden. Beide Spielerverbände verabschiedeten die Internationale Skatordnung. Handspiele werden seitdem doppelt bestraft und der Grundwert des Grand Ouvert beträgt 24. Zusätzlich bildeten die Spielerverbände 2001 gemeinsam das Internationale Skatgericht, dessen Sitz in Altenburg ist.
Im Jahre 2005 wurde entsprechend den Beschlüssen des 28. Skatkongresses die Geschäftsstelle des Deutschen Skatverbandes in Bielefeld geschlossen und an den historischen Stammsitz Altenburg verlegt.

## Übersicht über die Skatkongresse
Zwischen 1886 und 2018 gab es 32 Skatkongresse. Der Deutsche Skatverband wurde auf dem dritten Skatkongress gegründet. Wichtige Kongresse sind fett gekennzeichnet:
|        | Jahr           | Ort            | Wichtige Beschlüsse und Ereignisse |
| ------ | -------------- | -------------- | --- |
| I      | 1886           | Altenburg      | Die Allgemeine Deutsche Skatordnung wird verabschiedet. Es wird kein Verband gegründet, weil es keine Einigung zwischen dem Altenburger Farbenreizen und dem Leipziger Zahlenreizen gibt. |
| II     | 1887           | Leipzig        | Der Streitpunkt der Reizmethode kann nicht gelöst werden. |
| III    | 1899           | Halle (Saale)  | Der Deutsche Skatverband wird gegründet. Sitz ist Altenburg. Das Farbenreizen setzt sich durch. Das Zahlenreizen bleibt als Alternative erhalten. Die Deutsche Skatzeitung wird als offizielles Mitteilungsblatt gegründet. |
| IV     | 1901           | Magdeburg      | Eine von Artur Schubert formulierte Satzung wird angenommen. Es gibt keine Einigung über das zu benutzende Blatt. |
| V      | 1902           | Leipzig        | Die Allgemeine Deutsche Skatordnung von Artur Schubert wird als vorläufig gültig angenommen. Weder das Reizproblem noch die Frage des verwendeten Blattes wird entschieden. |
| VI     | 1903           | Altenburg      | Werte für Nullspiele werden festgelegt. |
| VII    | 1906           | Dresden        | |
| VIII   | 1907           | Halle          | Ein Preis wird ausgeschrieben. Ziel ist, einen Kompromiss zwischen Farben- und Zahlenreizen zu finden. Trotzdem wird kein akzeptabler Kompromiss gefunden. |
| IX     | ?              | ?              | ? |
| X      | 1909           | Leipzig        | Der Vorstand besteht mehrheitlich auf dem Farbenreizen. Die Mitglieder favorisieren das Zahlenreizen. Es kann kein Kompromiss gefunden werden. |
|        | -              | Dresden        | Der ursprünglich geplante 11. Kongress fällt aus, weil es keine Einigung zum Reizen gibt. Der Ausbruch des Ersten Weltkrieges verhindert vorerst weitere Diskussionen. |
| XI     | 1927           | Altenburg      | Das Zahlenreizen setzt sich durch. Für Streitfälle wird ein Ausschuss gebildet, der die Keimzelle des deutschen Skatgerichtes ist. |
| XII    | 1928           | Altenburg      | Die Neue Deutsche Skatordnung von Richard Burkhardt wird angenommen. |
| XIII   | 1932           | Altenburg      | Die Nullspiele erhalten die bis heute gültigen Spielwerte. Der Grundwert des Grand wird auf 24 festgelegt. Der Grand-Ouvert erhält einen Grundwert von 36. Verlorene Handspiele werden nicht bestraft, also nur einfach negativ berechnet. Bei offenen Spielen müssen alle zehn Karten sofort gezeigt werden. |
| XIV    | 1936           | Altenburg      | Nach einem Vorschlag von Otto Seeger wird jedes gewonnene Spiel zusätzlich zum Spielwert mit einem Bonus von 50 Punkten belohnt. |
| XV     | 1950           | Bielefeld      | Obwohl der Kongress im westlichen Teil des geteilten Landes stattfindet wird der in der DDR ansässige bisherige Präsident Erich Fuchs im Amt bestätigt. Das Präsidium bleibt vorerst in Altenburg in der DDR. 1953 verlässt Fuchs die DDR. Der Sitz des Verbandes wechselt ebenfalls in den Westen. Zwischen 1953 und 2002 ist der Hauptsitz des Deutschen Skatverbandes in Bielefeld.                                                                                                   |
| XVI    | 1954           | Bielefeld      | |
| XVII   | 1958           | Bielefeld      | Der Deutsche Skatverband registriert sich im Vereinsregister der Bundesrepublik Deutschland. |
| XVIII  | 1962           | Bielefeld      | Das Erweiterte System nach Seeger und Fabian wird beschlossen. Als Erweiterung zu den 1936 eingeführten Seeger-Punkten erhalten bei verlorenen Spielen die Gegenspieler ebenfalls einen Bonus. Der Erfinder des neuen Abrechnungssystem Johannes Fabian wird zum Präsidenten des Deutschen Skatverbandes gewählt. Das 1963 in Altenburg gebildete Skataktiv übernimmt die Regeländerungen aus dem Westen. In beiden deutschen Staaten wird weiterhin nach einheitlichen Regeln gespielt. |
| XIX    | 1966           | Bielefeld      | |
| XX     | 1970           | Bielefeld      | |
| XXI    | 1974           | Bad Oeynhausen | |
|        | 1975           | Köln           | Außerordentlicher Kongress. |
| XXII   | 1978           |                | Der Konflikt mit dem Internationalen Skatverband eskaliert. Der Kongress verbietet eine Doppelmitgliedschaft in beiden Verbänden. |
| XXIII  | 1982           | München        | |
| XXIV   | 1986           | Köln           | |
| XXV    | 1990           | Hamburg        | Der Deutsche Skatverband wird umstrukturiert. Die Landesverbände der ehemaligen DDR treten dem Deutschen Skatverband bei. Es gibt erste Vorschläge, das schon auf dem 4. Skatkongress nicht gelöste Problem der Spielkarten durch einen Kompromiss mit französischen Symbolen und deutschen Farben zu lösen. |
| XXVI   | 1994           | Schneverdingen | Es wird beschlossen, mit dem Internationalen Skatverband Verhandlungen über eine Vereinheitlichung des Regelwerkes zu führen. Ein Assoziierungsabkommen mit dem Polnischen Skatverband wird angenommen. |
| XXVII  | 1998           | Halle          | Die aktuell gültige Internationale Skatordnung wird gemeinsam mit dem Internationalen Skatverband beschlossen. Verlorene Handspiele werden bestraft. Der Grundwert 36 für einen Grandouvert wird auf 24 reduziert. |
| XXVIII | 2002           | Papenburg      | Der wichtigste Beschluss ist die Rückverlegung des Hauptsitzes des Verbandes nach Altenburg. |
| XXIX   | 2006           | Altenburg      | |
| XXX    | 2010           | Hannover       | |
| XXXI   | 2014           | Berlin         | |
| XXXII  | 24./25.11.2018 | Bonn           | |
| XXXIII | 19./20.11.2022 | Königslutter   | Die Internationale Skatordnung wird geändert. Ein Gegenspieler darf nur dann offen spielen, wenn der Alleinspieler unabhängig von der Spielführung des Alleinspielers selbst und des nicht abkürzenden Gegenspielers keinen Stich mehr erhalten kann. Andernfalls gehören die Reststiche dem Alleinspieler. |

## Grundsätzliche Entwicklung der Skatregeln

### Frühe Entwicklung
Bei den ersten Spielvarianten erhielt der Geber immer die zwei überzähligen Karten und wurde zum Solospieler. Die Trümpfe setzten sich wie bei einem modernen Farbspiel aus den Buben und der Trumpffarbe zusammen. Allerdings konnte der Spieler die Farbe nicht frei wählen. Sie war ähnlich wie beim Wendischen Schafkopf und auch bei den meisten Spielen des modernen Doppelkopf auf Schellen (Karo) festgelegt. Das einzige Privileg des Solospielers war, dass er zwei unbequeme Karten drücken konnte. Ansonsten war der Geber zum Spiel gezwungen und hatte keinerlei Einfluss auf die Art des Spieles. Nach dieser Regel konnte es sogar passieren, dass der Alleinspieler keinen einzigen Trumpf oder Ass auf der Hand hatte. Natürlich gingen die Solospiele überwiegend verloren.
Im nächsten Schritt wurde die Farbe der nach dem Abheben zuunterst liegenden Karte als Trumpf gewählt. So hatte der Geber/Solospieler zumindest einen Trumpf. Um den Trumpf festzulegen, musste die unterste Karte aufgedeckt werden, so dass die Mitspieler zumindest eine Karte des Solisten kannten.
Da auch diese Lösung nicht befriedigend war, wurde nach einer Idee von Carl Christian Adam Neefe das Solospiel und die Trumpffarbe zwischen den Spielern versteigert, also ausgereizt. Durch das Reizen wurden aber weitere Spielegattungen jenseits der Farbspiele möglich.
Frühe Formen des Null und des Grands wurden schon in den 1840er-Jahren gespielt. Das Null war von Anfang an ein reines Stichspiel und glich grundsätzlich dem modernen Spiel. Der Vorläufer des Grand hieß As-Spiel, war das Gegenstück zum Null und kannte ebenfalls keine Trümpfe.

### Farbenreizen
→ Altenburger Farbenreizen
Der Hauptunterschied zwischen dem Altenburger Farbenreizen und dem heute gebräuchlichen Zahlenreizen war, dass beim Farbenreizen lediglich die Grundwerte der Spiele geboten wurden. Außer bei Sonderfällen konnte ein Spieler sich durch einen ungünstigen Buben im Skat nicht überreizen, da beim Reizen die Lage der Buben unberücksichtigt blieb. Die Spitzen (Matadore) wurden erst nach dem Spiel bei der Abrechnung berücksichtigt.
Außerdem differierten die Spielegattungen von den heutigen:
| Spiel                       | Beschreibung |
| --------------------------- | --- |
| Frage                       | Das Fragespiel entspricht einem heutigen normalen Farbspiel. Der Solospieler nahm den Skat auf, drückte zwei Karten und sagte anschließend die Trumpffarbe an. Null und Grand waren für das Fragespiel nicht vorgesehen. Die Grundwerte der Spiele betrugen: 1 für Frage in Schellen, 2 für Frage in Rot, 3 für Frage in Grün und 4 für Frage in Eichel. |
| Tourné (Wendespiel)         | Im modernen Skat gibt es keine Entsprechung mehr zu diesem Spiel. Der Solospieler deckte eine der beiden Karten des Skates auf und zeigt sie den Mitspielern. Die Farbe der Karte wurde die Trumpffarbe. Wenn die Karte ein Unter (Wenzel, Bube) war, konnte der Solist wählen, ob er die Farbe des Unter spielt oder einen Grand-Tourné erklärt. Bei einer aufgedeckten Sieben durfte sich der Alleinspieler teilweise zwischen der Farbe und einem Null-Tourné entscheiden. Die Grundwerte betrugen: 5 für Schell tourné, 6 für Rot tourné, 7 für Grün tourné, 8 für Eichel tourné und 12 für Grand tourné. |
| Solo                        | Das Solo entspricht einem heutigen Farb-Handspiel. Der Solospieler sagte ohne Einsicht in den Skat die Trumpffarbe an. Die Grundwerte betrugen: 9 für Schell solo, 10 für Rot solo, 11 für Grün solo und 12 für Eichel solo. |
| Grand Solo und Grand ouvert | Es gab einen Grand solo der einem modernen Grand-Hand entspricht. Auch der Grand ouvert war genauso wie heute ein Handspiel und beinhaltete ein angesagtes Schwarz. Die Grundwerte waren 16 für den Grand solo und 24 für den Grand ouvert. |
| Null und Null ouvert        | Das Null war im Grunde ein Null solo und entspricht mithin einem heutigen Null-Hand. Das Null ouvert entspricht einem modernen Null-Ouvert-Hand. Gegenstücke zum modernen einfachen Null mit Skataufnahme und dem modernen Null-Ouvert mit Skataufnahme gab es nicht. Die Grund- und gleichzeitig Spielwerte waren: 20 für das Null solo und 40 für das Null ouvert. |

### Zahlenreizen
Über die Frühgeschichte und Herkunft des Zahlenreizens ist wenig bekannt. Der erste Skatkongress scheiterte bei dem Versuch, einen gesamtdeutschen Skatverband zu gründen, weil sich die Teilnehmer nicht auf einen Kompromiss zwischen Farben- und Zahlenreizen einigen konnten. Das deutet darauf hin, dass das Zahlenreizen schon 1886 weit verbreitet war. In der Skatordnung des ersten Skatkongresses wird unter §26 auf das Zahlenreizen mit zwei Sätzen eingegangen:
Durch Vereinbarung oder Ortsgebrauch kann auch bestimmt werden, daß vom Solo ab (also bei Spielen aus der Hand) bei dem Reizen nicht die Rangordnung der Spiele, sondern der für das einzelne Spiel jedesmal zu berechnende Werthbetrag entscheidend sein soll (Reizen nach Werth). Hierbei sind die Vorschriften in §23, Absatz 3 bis 5 analog anzuwenden. [sic]
Aus dieser Regel sind die heutigen Farbwerte (9, 10, 11 und 12) erklärlich, denn das waren die Grundwerte der Farbsolospiele.
Der nächste Schritt war, das Wertreizen auf die anderen Spiele auszudehnen. Das Tourné gab dann aber keinen Sinn mehr, denn dessen Spielwert war ja nicht vorhersehbar.
Weitere Vereinfachungen führten am Ende zum modernen Skat.

## Philatelistische Würdigung des Skatspiels
Im Briefmarken-Jahrgang 1967 der Deutschen Post der DDR erschien 1967 eine vierteilige Sondermarkenserie Deutsche Spielkarten mit Abbildungen der Buben/Unter des Deutschen und Altenburger Blattes. Die Deutsche Bundespost gab 1986 eine Sondermarke anlässlich des Jubiläums 100 Jahre Deutsche Skatkongresse heraus. Am 5. September 2013 gab die Deutsche Post AG eine Sonderbriefmarke im Wert von 90 Eurocent unter dem Motto 200 Jahre Skat heraus. Der Entwurf stammt vom Grafiker Christoph Niemann aus Berlin.

## Anhang